# Васенино (Большесельский район)
Васенино — деревня в Большесельском сельском поселении Большесельского района Ярославской области.

## Население
По данным статистического сборника «Сельские населенные пункты Ярославской области на 1 января 2007 года», в деревне Васенино проживает 3 человека. По топокарте на 1981 год в деревне проживало 0,02 тыс. человек. 

## География
Деревня расположена в центральной части района. Она стоит на правом северном берегу реки Юхоть, между Новым и Большим сёлами в 1 км к югу от дороги, соединяющей эти сёла. Деревня находится на возвышении на небольшом расстоянии от реки, отделённая от неё узкой полосой леса, растущего внизу, на речной террасе. На расстоянии около 1 км к востоку от Васенино стоит деревня Глоднево. На таком же расстоянии к западу стоит деревня Матренино. На противоположном левом берегу Юхоти компактно стоят три деревни: Митино, Таршуково, Судаково. К ним от Васенино перекинут мост через Юхоть.